# ۹۸۲ (میلادی)
۹۸۲ (میلادی) نهصد و هشتاد و دومین سال تقویم میلادی است.

## رویدادها
- عضدالدوله دیلمی مهمترین بیمارستان بغداد را بنا نهاد.
- گرینلند کشف شد.

## درگذشتگان
‎